# Непалски фазан
Непалският фазан (Lophura leucomelanos) е вид птица от семейство Phasianidae.

## Разпространение и местообитание
Разпространен е в Бангладеш, Бутан, Индия, Китай, Мианмар, Непал, Пакистан и Тайланд.